# Салафитский фронт
Салафистский фронт — египетская салафитская  организация, основанная после египетской революции 2011 года  после отделения от "Салафитского призыва".  Его называют «одним из крупнейших салафитских объединений на Ближнем Востоке». 
Салафитская организация была частью Альянса по борьбе с переворотами , хотя 4 декабря 2014 года она объявила о выходе из альянса.  Его также называют одним из самых революционных "салафитских" движений в Египте. 

## История группировки
Спикер салафитской группировки Халед Саид был членом Партии добродетели в Египте .   Салафитский фронт поддержал Хазема Салаха Абу Исмаила на президентских выборах 2012 года в Египте.  Организация создала Народную партию в 2012 году. 

## Призыв к протестам и критика со стороны других партий
Фронт призвал к протестам 28 ноября 2014 года.  Несколько исламских партий (включая Партию Аль-Васат и Партию отечества ) раскритиковали призывы к революции.  Другие партии и группировки, включая  «Хизб ут-Тахрир», выразили поддержку протестам.  Явка на протесты была относительно небольшой.  Организация заявила, что ее «подвели» другие исламские партии. 